# Луцій Азіній Полліон Веррукоз
Лу́цій Азі́ній Полліо́н Верруко́з (лат. Lucio Asinio Polión Verrucoso; ? — після 81) — політичний, державний і військовий діяч Римської імперії, консул 81 року.

## Життєпис
Походив з роду нобілів Азініїв. Про батьків та молоді роки немає відомостей. Був прихильником імператора Веспасіана. У 81 році став консулом разом з Луцієм Флавієм Сільвою Нонієм Бассом. Суттєвої ролі у державі не відігравав. Подальша доля Луція Азінія невідома.